# Nematobrycon
Nematobrycon Eigenmann, 1911 è un genere di pesci d'acqua dolce appartenente alla famiglia Characidae, comprendente 2 specie.

## Distribuzione e habitat
Le due specie del genere sono diffuse nei bacini idrografici fiumi San Juan e Atrato, in Sud America.

## Tassonomia
- Nematobrycon lacortei
- Nematobrycon palmeri